# Mbata
Mbata est une localité et l'une des treize communes de la préfecture de Lobaye. Elle est située sur la route régionale RR1 entre Mbaïki et Mongoumba.

## Géographie
La localité est située à 45 km de Mbaïki, chef-lieu de la préfecture, par la route régionale RR1. Elle se trouve sur la rive gauche de la rivière Lobaye.

## Villages
La commune compte 47 villages en zone rurale recensés en 2003 : Arabe, Balawa, Bambou, Bangui-Bouchia 1, Bangui-Bouchia 2, Bangui-Bouchia 3, Bangui-Bouchia 4, Belou 1, Belou 2, Biami, Bobenga, Boboua, Bodoukou, Bodoukou Bogbata, Bogbossoua, Bogomo, Bomokoulou, Bondara, Bossamba, Boukarandji, Boussimba, Boyoba 1, Bozoba, Camp Pecheurs, Kelengo, Louba, Machadot, Malobo, Mambe, Mokinda, Mokpoto, Molangue 2, Motomato 1, Motomato 2, Motomato 3, Moustapha 1, Moustapha 2, Ndongo, Nzondo, Petri, Saguila, Senga, Socefi 1, Socefi 2, Wambongo, Yapele.

## Éducation
La commune de Mbata compte écoles publiques, à Bouchia, Mokinda, Bélou, école fondamentale de Mbata, Ecac ( école catholique en contrat avec l’état ) Maria Magaldi à Sanguila, Zondo, Bokanga, Bondo, école fondamentale de Bangui-Bouchia, école Biabo à Bokanga. Elle compte 2 écoles privées à Mbata Yapele : Saint Pierre de Mbata, Saint Paul de Mbata et 2 autres écoles Ecac (écoles catholiques en contrat avec l’état ):Molangué et Motomato. Une école maternelle villageoise appuyée par l’association Batali à Bélou .

## Personnalités
- David Dacko, ancien président de la République centrafricaine est  né au village de Bouchia, dans la commune de Mbata. Depuis 2013, un mausolée à la mémoire de l’ancien ancien président de la République centrafricaine,  David Dacko, a été édifié à Mokinda dans la Commune de Mbata[3].